# Partecipanti alla Volta Ciclista a Catalunya 1979
Elenco dei partecipanti alla Volta Ciclista a Catalunya 1979.
La Volta Ciclista a Catalunya 1979 fu la cinquantanovesima edizione della corsa. Alla competizione presero parte 9 squadre da 8 corridori per un totale di 72 ciclisti. La corsa partì il 5 settembre da Sitges e terminò il 12 settembre nella medesima località, dove tagliarono il traguardo almeno 25 ciclisti.

## Corridori per squadra
Nota: R ritirato, NP non partito, FT fuori tempo, SQ squalificato
| Scic-Bottecchia    | Scic-Bottecchia            | Scic-Bottecchia    | Moliner-Vereco | Moliner-Vereco           | Moliner-Vereco | La Redoute-Motobécane | La Redoute-Motobécane      | La Redoute-Motobécane |
| ------------------ | -------------------------- | ------------------ | -------------- | ------------------------ | -------------- | --------------------- | -------------------------- | --------------------- |
| 1                  | Giuseppe Saronni           | R 4ª               | 31             | Miguel María Lasa        | R 6ª           | 61                    | Mariano Martínez           | 19º                   |
| 2                  | Roy Schuiten               | R 5ª               | 32             | Faustino Rupérez         | 11º            | 62                    | Christian Jourdan          | 3º                    |
| 3                  | Josef Fuchs                | 5º                 | 33             | Julián Andiano           | 22º            | 63                    | Jean-Pierre Cabare         | R 5ª                  |
| 4                  | Gabriele Landoni           | R 5ª               | 34             | Ángel Arroyo             | 8º             | 64                    | Marc Durant                | R 5ª                  |
| 5                  | Enrico Paolini             | R 4ª               | 35             | Alberto Fernández Blanco | ?              | 65                    | Christian Muselet          | 25º                   |
| 6                  | Ottavio Crepaldi           | R 4ª               | 36             | José Luis López Cerrón   | R 5ª           | 66                    | Jean-Marie Michel          | 24º                   |
| 7                  | Alfredo Chinetti           | R 5ª               | 37             | Manuel Martin Conde      | R 3ª           | 67                    | Gildas Le Menn             | 18º                   |
| 8                  | Osvaldo Bettoni            | R 3ª               | 38             | Paulino Martínez         | R 5ª           | 68                    | Didier Vanoverschelde      | 12º                   |
| Novostil-Helios    | Novostil-Helios            | Novostil-Helios    | KAS-Campagnolo | KAS-Campagnolo           | KAS-Campagnolo | Manzaneque-CR-Tam     | Manzaneque-CR-Tam          | Manzaneque-CR-Tam     |
| 11                 | Ismael Lejarreta           | R 5ª               | 41             | Lucien Van Impe          | 6º             | 71                    | Jesús Manzaneque           | 21º                   |
| 12                 | Jorge Fortia               | 7º                 | 42             | Pere Vilardebó           | 2º             | 72                    | Ángel López del Álamo      | R 4ª                  |
| 13                 | José María Yurrebaso       | R 5ª               | 43             | Enrique Martínez Heredia | R 5ª           | 73                    | Ricardo Zúñiga             | 10º                   |
| 14                 | Marino Lejarreta           | R 5ª               | 44             | Bernardo Alfonsel        | 20º            | 74                    | Carlos Ocaña               | 14º                   |
| 15                 | Custodio Mazuela           | R 5ª               | 45             | René Dillen              | R 5ª           | 75                    | Isidro Juárez              | R 5ª                  |
| 16                 | Francisco Fernandez Moreno | ?                  | 46             | Rafael Ladrón de Guevara | R 5ª           | 77                    | Juan Argudo                | R 2ª-2                |
| 17                 | Jaime Albisu               | R 5ª               | 47             | Jesús Suárez Cueva       | 16º            | 78                    | Jesus Lopez Carril         | R 5ª                  |
| 18                 | Fernando Cabrero           | R 4ª               | 48             | Juan Fernández Martín    | 17º            | 79                    | Jesús Hiniesto             | R 4ª                  |
| Splendor-Euro Soap | Splendor-Euro Soap         | Splendor-Euro Soap | Teka           | Teka                     | Teka           | Transmallorca-Flavia  | Transmallorca-Flavia       | Transmallorca-Flavia  |
| 21                 | Michel Pollentier          | NP 5ª              | 51             | Manuel Esparza           | 9º             | 81                    | Vicente Belda              | 1º                    |
| 22                 | Herman Beysens             | NP 5ª              | 52             | Eulalio García           | R 5ª           | 82                    | Pedro Torres               | 4º                    |
| 23                 | Roger Verschaeve           | NP 5ª              | 53             | Dominique Sanders        | R 5ª           | 83                    | Antonio González Rodríguez | R 5ª                  |
| 24                 | Paul Jesson                | R 5ª               | 54             | Faustino Fernández Ovies | R 4ª           | 84                    | Salvador Jarque            | R 1ª                  |
| 25                 | Ronny Van Marcke           | R 5ª               | 55             | Francisco Javier Cedena  | ?              | 85                    | Francisco Albelda          | R 4ª                  |
| 26                 | Pierre Sonnet              | FTM 4ª             | 56             | Antoine Gutierrez        | 13º            | 86                    | Sebastián Pozo             | R 5ª                  |
| 27                 | Wim Myngheer               | ?                  | 57             | Felix Perez Moreno       | 15º            | 87                    | Luis Alberto Ordiales      | 23º                   |
| 28                 | Ronan Onghena              | R 5ª               | 58             | Miguel Gutierrez Mayor   | ?              | 88                    | Salvador Gálvez Masso      | R 4ª                  |

## Ciclisti per nazione
Le nazionalità rappresentate nella manifestazione sono 7; in tabella il numero dei ciclisti suddivisi per la propria nazione di appartenenza:
| Numero ciclisti | Nazione                              |
| --------------- | ------------------------------------ |
| 44              | Spagna                               |
| 10              | Francia                              |
| 9               | Belgio                               |
| 6               | Italia                               |
| 1               | Nuova Zelanda, Paesi Bassi, Svizzera |